# Santo Antônio do Aracanguá
Santo Antônio do Aracanguá este un oraș în São Paulo (SP), Brazilia.